# 小行星4506
小行星4506（英語：4506 Hendrie）是一颗围绕太阳公转的小行星。1990年3月24日，B. G. W. Manning在伍斯特郡发现了此天体。
这颗小行星的绝对星等为159.13102等。